# 西岡幸子
西岡 幸子（にしおか さちこ、1952年9月19日 - ）は、日本のタレント・ラジオパーソナリティ。

## 来歴
大阪市出身、京都の大学卒業後にラジオパーソナリティ・リポーターになる。
1990年4月から吉本興業に所属
1991年6月に番組のアシスタントとして共演した吉本新喜劇のチャーリー浜と入籍。
1991年11月10日にチャーリーの師匠の花紀京夫妻を仲人に挙式を行うものの、2年後にチャーリーと離婚した。

## 出演番組
- テレビ
  - 想い出トーク 君たちがいて僕がいて（KBS京都）
- ラジオ
  - 毎度おおきに!べかこらんど(ABCラジオ)
  - それゆけ!(MBSラジオ)
  - 春蝶のだから土曜日(ラジオ大阪)
  - ニューミュージック フォーラム(エフエム大阪) 大瀧詠一のアシスタント[8]

## 著書
- 『西岡幸子のエステティック・ブック』データハウス、1990年10月。